# San Luis (Argentina)
San Luis è una città argentina capoluogo dell'omonima provincia situata all'interno della regione del Cuyo. È sede del dipartimento di Juan Martín de Pueyrredón.

## Geografia
San Luis si estende su una pianura posta alle pendici dell'estremità sud-occidentale delle Sierras Grandes e lambita dal río Chorrillos che attraversa i quartieri meridionali. La città è situata a 790 km a nord-ovest della capitale Buenos Aires.
Il clima della città è continentale con temperature che variano dai 3 °C ai 33 °C, per una media annuale intorno ai 17 °C.

## Storia
San Luis fu fondata il 25 agosto 1594 da Luis Jufré de Loaysa y Meneses. In seguito ad un attacco dei nativi araucani questo primo insediamento fu
abbandonato, salvo poi essere rifondato nel 1632 da Martín García Óñez de Loyola, governatore reale del Cile, col nome ufficiale di San Luis de Loyola Nueva Medina de Río Seco. 
Nel 1882 la cittadina fu raggiunta dalla ferrovia Ferrocarril Gran Oeste Argentino che avrebbe unito Buenos Aires con Mendoza ed il Cile.
In seguito fu rinominata San Luis de la Punta de los Venados (da cui il termine puntanos con cui vengono comunemente designati i suoi abitanti) e infine semplicemente San Luis.

## Monumenti e luoghi d'interesse
- Cattedrale, costruita alla fine del XIX secolo in stile neoclassico;
- Chiesa di San Domenico
- Palazzo della Provincia

## Società

### Religione
La città è sede della diocesi di San Luis, istituita il 20 aprile 1934 e suffraganea dell'arcidiocesi di San Juan de Cuyo.

## Cultura

### Istruzione

#### Musei
- Museo Storico di San Luis
- Museo Dora Ochoa de Masramón

#### Università
La città è sede dell'Università Nazionale di San Luis, fondata il 10 maggio 1973.

## Infrastrutture e trasporti

### Strade
San Luis è il principale snodo stradale della provincia
La città si trova lungo la strada nazionale 7 che collega Mendoza (distante 255 km) e la frontiera cilena con la capitale Buenos Aires (distante 791 km). Attualmente il centro cittadino è by-passato da una tangenziale di recente costruzione. Il centro cittadino è attraversato anche dalla strada nazionale 146, che unisce il nord di San Luis con il centro della provincia di Mendoza, e dalla strada nazionale 147 per la Sierra de las Quijadas.

### Aeroporti
L'aeroporto di San Luis (codice LUQ) è situato a 5 km a nord dal centro cittadino. Vi si effettuano voli quotidiani su Buenos Aires ed altre città argentine.